# 북아메리카의 HIV/AIDS
2016년을 기준으로 카리브해를 제외한 북아메리카의 후천면역결핍증후군 감염자는 약 150만명으로 추산되었다. 매년 약 7만명이 감염되는 것으로 추산했으며, 성인 유병률은 0.5%로 집계되었다. 또한 북아메리카에서는 매년 26,000명이 에이즈로 인해 사망한다.
북아메리카의 후천면역결핍증후군 유병률은 멕시코의 0.23%에서 바하마의 3.22%까지 다양한 것으로 집계되었다.

## 바하마
2013년 중앙정보국에 따르면 바하마의 후천면역결핍증후군 성인 유병률은 3.22%로 추정되었다.

## 바베이도스
2013년 중앙정보국에 따르면 바베이도스의 성인 유병률은 0.88%로 추정되었다.

## 벨리즈
2014년 중앙정보국에 따르면 벨리즈의 성인 유병률은 1.18%로 추정되었다.

## 캐나다
2012년 중앙정보국에 따르면 캐나다의 성인 유병률은 0.3%로 추정되었다.

## 코스타리카
2014년 중앙정보국에 따르면 코스타리카의 성인 유병률은 0.26%로 추정되었다.

## 쿠바
2014년 중앙정보국에 따르면 쿠바의 성인 유병률은 0.25%로 추정되었다.

## 도미니카 공화국
2012년 중앙정보국에 따르면 도미니카 공화국의 후천면역결핍증후군 성인 유병률은 0.68%로 추정되었다.

## 엘살바도르
2012년 중앙정보국에 따르면 엘살바도르의 성인 유병률은 0.6%로 추정되었다.

## 과테말라
2012년 중앙정보국에 따르면 과테말라의 성인 유병률은 0.7%로 추정되었다.

## 아이티
2014년 중앙정보국에 따르면 아이티의 성인 유병률은 1.93%로 추정되었다.

## 온두라스
2012년 중앙정보국에 따르면 온두라스의 성인 유병률은 0.5%로 추정되었다.

## 자메이카
2012년 중앙정보국에 따르면 자메이카의 성인 유병률은 1.7%로 추정되었다.

## 멕시코
2014년 중앙정보국에 따르면 멕시코의 성인 유병률은 0.23%로 추정되었다.

## 니카라과
2012년 중앙정보국에 따르면 니카라과의 성인 유병률은 0.3%로 추정되었다.

## 파나마
2012년 중앙정보국에 따르면 파나마의 성인 유병률은 0.7%로 추정되었다.

## 트리니다드 토바고
2012년 중앙정보국에 따르면 트리니다드 토바고의 후천면역결핍증후군의 성인 유병률은 1.6%로 추정되었다.

## 미국
2012년 중앙정보국에 따르면 미국의 후천면역결핍증후군 성인 유병률은 0.6%로 추정되었다.

## 같이 보기
- 아프리카의 HIV/AIDS
- 아시아의 HIV/AIDS
- 유럽의 HIV/AIDS
- 남아메리카의 HIV/AIDS